# Betman

Herb szlachecki Betman

Betman (Bethman) – polski herb szlachecki pochodzenia niemieckiego.

## Opis herbu
W polu czerwonym ręka prawa zbrojna srebrna, trzymająca różaniec. W klejnocie nad hełmem w koronie brodaty mąż zbrojny, z gołą głową, odmawiający różaniec, który trzyma w ręku.

## Historia herbu
Rodzina niemiecka używająca tego herbu osiadła w Polsce w XV wieku.

## Herbowni
Betman – Bethman, Sargielewicz.